# Accept the Fact
Accept the Fact è un album del gruppo musicale finlandese Warmen pubblicato nel 2005.

## Tracce
1. Accept to Fact – 3:58
2. Invisible Power – 4:39
3. Waters of Lethe – 3:10
4. Roppongi Rumble – 3:57
5. They All Blame Me – 5:27
6. Puppet – 4:31
7. Lying Delilah – 5:01
8. Return of Salieri – 4:49
9. Somebody's Watching Me – 3:45